# Astor crestat
L'astor crestat (Lophospiza trivirgata; syn: Accipiter trivirgatus) és un ocell rapinyaire de la família dels accipítrids (Accipitridae). Habita zones boscoses d'Àsia meridional, Sud-est asiàtic i Arxipèlag Malai, al nord, sud i est de l'Índia, Sri Lanka, Bangladesh, sud de la Xina, Taiwan, i cap al sud, a través del Sud-est asiàtic fins a Sumatra, Borneo, Java i les Filipines. El seu estat de conservació es considera de risc mínim.

## Taxonomia
Tradicionalment l'astor crestat estava classificat dins el gènere Accipiter. Tanmateix, estudis filogenètics moleculars van trobar que aquest gènere era polifilètic i es va proposar reordenar les seves espècies en 5 gèneres monofilètics. En base a aquests estudis, el Congrés Ornitològic Internacional, en la seva llista mundial d'ocells (versió 14.2, 2024) transferí aquesta espècie al gènere Lophospiza, que fou recuperat per a tal fí.
Segons el Handook of the Birds of the World i la quarta versió de la BirdLife International Checklist of the birds of the world (Desembre 2019), aquest tàxon apareix classificat dins del gènere Accipiter.